# 中村誠太郎賞
中村誠太郎賞（なかむらせいたろうしょう）は、素粒子奨学会によって2006年に設立された、素粒子物理学の分野で優れた研究成果を挙げた若手研究者を表彰する賞である。物理学者中村誠太郎の業績を称えて名付けられた。

## 概要
中村誠太郎賞は、広い意味での素粒子論（原子核理論、宇宙物理理論を含む）の研究分野において優れた研究業績を挙げた若手研究者を顕彰するものである。

## 対象
原子核理論、 宇宙物理理論を含む「広い意味での素粒子理論分野」における若手研究者の 応募論文の中から、最も優れた論文がされ選定、その著者が顕彰される。

## 歴史
2006年に設立され、以来、広い意味での素粒子論の進展に貢献した若手研究者に対して毎年授与されている。この賞は、中村誠太郎が素粒子物理学の発展に寄与した功績を称えて設立されたものである。